# Spišský Štiavnik
Spišský Štiavnik (in ungherese Savnik, in tedesco Schawnig o Schafing) è un comune della Slovacchia facente parte del distretto di Poprad, nella regione di Prešov.
Nelle cronache storiche, il villaggio fu menzionato per la prima volta nel 1246.